# Tettigonia acutipennis
Tettigonia acutipennis är en insektsart som beskrevs av Viktor von Ebner-Rofenstein 1946. Tettigonia acutipennis ingår i släktet Tettigonia och familjen vårtbitare. Inga underarter finns listade i Catalogue of Life.